# Silvia Cambir
Silvia Cambir (n. 24 ianuarie 1924, Hanu Conachi, România – d. 2007) a fost o pictoriță română expresionistă, portretistă și ilustrator de carte.

## Biografie
Născută în Hanu Conachi, județul Tecuci, Cambir a studiat la Facultatea de Litere și Filosofie a Universității din București, precum și la Academia de Arte frumoase cu Camil Ressu. A devenit membru al Uniunii Artiștilor Plastici din România (UAP) în 1956. Munca ei a fost apreciată de criticii de artă precum Petru Comarnescu, Ion Frunzetti și Dan Grigorescu. În 2006 a primit Marele Premiu UAP.
Cambir era cea mai în vârstă într-un grup de artișți care vizitau în mod regulat orașul interbelic Balcic. Lucrările lor en plein air⁠(d) erau expuse în mod regulat în expozițiile de grup. Ea este, de asemenea, autorul unui dicționar de artă românească.

## Premii
- 2004 - Premiul Samuil Rosei
- 2005 - Premiul Margareta Sterian
- 2006 - Marele Premiu al UAP (Uniunea Artiștilor Plastici)